# Deutsch-iranische Beziehungen
Die deutsch-iranischen Beziehungen beschreiben das Verhältnis zwischen Deutschland und Iran. Die Bundesrepublik Deutschland unterhält seit 1955 eine Botschaft in Teheran, während Iran eine Botschaft in Berlin mit Generalkonsulaten in Hamburg, Frankfurt und München unterhält. Die Ursprünge der Beziehung gehen bis ins 19. Jahrhundert zurück.

## Historische Beziehungen
Die inoffiziellen Beziehungen zwischen dem Deutschen Reich und Iran gehen auf das frühe 19. Jahrhundert zurück. Als Beispiele für die kulturellen Beziehungen gelten Goethes Widmung seines west-östlichen Divans an Hafis im Jahr 1819 oder Georg Friedrich Grotefends Entzifferung der altpersischen Keilschrift.
Im Dezember 1859 wurde Julius von Minutoli als 1. Preußischer Ministerresident und Generalkonsul der deutschen Zollvereinsstaaten für mehrere Jahre nach Persien entsandt.
1873 wurde der deutsch-persische Freundschafts-, Handels- und Schifffahrtsvertrag abgeschlossen.
Am 30. Mai 1934 wurde mit der Billigung der NSDAP und durch die Unterstützung namhafter deutscher Firmen der Deutsche Orient-Verein gegründet, welcher als Vertretung der Handels- und Investitionsinteressen der deutschen Wirtschaft in den Ländern dieser Region eingerichtet wurde. 1935 wurde aus dem sogenannten Irak- und Iran-Ausschuss des Orient-Vereins der Deutsche Wirtschaftsverband für Iran gebildet. Im Berliner Hotel Esplanade wurde schließlich am 29. April 1936 die Deutsch-Iranische Handelskammer eingerichtet. Erster Präsident wurde der Geheimrat Hans Flach.

## Diplomatische Beziehungen
Die offiziellen diplomatischen Beziehungen zwischen Iran und der Bundesrepublik Deutschland begannen nach dem Zweiten Weltkrieg erneut im Jahre 1952, als Iran sein diplomatisches Missionsbüro in Bonn eröffnete.
Obwohl die Bundesregierung und die DDR gute Beziehungen zu Iran hatten, unterstützten sie mehrmals Saddam Hussein im Ersten Golfkrieg, indem sie Chemie-Waffen an den Irak lieferten.
Derzeitige häufige Streitpunkte zwischen der Bundesregierung und der Islamischen Republik Iran sind insbesondere Menschenrechte, das iranische Nuklearprogramm und das Existenzrecht Israels.
So sagte der damalige deutsche Außenminister Sigmar Gabriel: „Ein normales, freundschaftliches Verhältnis zu Deutschland wird erst dann möglich sein, wenn Iran das Existenzrecht Israels akzeptiert.“
Aus Protest gegen das Verbot des Islamischen Zentrums Hamburg in Deutschland bestellte das iranische Außenministerium im Juli 2024 den deutschen Botschafter ein.
Die im Oktober 2024 erfolgte Hinrichtung von Jamshid Sharmahd verschlechterten die ohnehin belasteten bilateralen Beziehungen weiter; das Auswärtige Amt bestellte in erster Konsequenz den Leiter der iranischen Botschaft ein. Außerdem wurde der deutsche Botschafter in Teheran zu Konsultationen nach Berlin zurückberufen. Wenige Tage später schloss die Bundesregierung alle drei iranischen Generalkonsulate in Deutschland.
Wegen akuter Bedrohung durch Kampfhandlungen im Israelisch-iranischen Krieg wurde der Betrieb der Deutschen Botschaft Teheran im Juni  2025 in das benachbarte Ausland verlagert.

## Handel
Deutschland ist für Iran der drittwichtigste Handelspartner nach China und Japan. Umgekehrt ist Iran für Deutschland der zweitwichtigste Handelspartner im Mittleren Osten nach Israel.
Rund 50 deutsche Firmen haben ihre eigenen Niederlassungen in Iran und mehr als 12.000 Firmen haben eigene Handelsvertreter in Iran. Mehrere renommierte deutsche Unternehmen sind in großen iranischen Infrastrukturprojekten tätig, vor allem in der Petrochemie, wie Linde, BASF, Lurgi, Krupp, Siemens, ZF Friedrichshafen, Mercedes, Volkswagen und MAN.
Im Jahr 2005 hatte Deutschland mit 1,67 Milliarden US-Dollar (14,4 %) den größten Anteil am Iran-Exportmarkt. Im Jahr 2008 stiegen die deutschen Exporte nach Iran um 8,9 % und beliefen sich auf 84,7 % des gesamten deutsch-iranischen Handelsvolumens. Das gesamte bilaterale Handelsvolumen bis Ende September 2008 lag bei 3,23 Milliarden Euro im Vergleich zu 2,98 Milliarden Euro im Vorjahr. Der Wert des Handels zwischen Teheran und Berlin ist von rund 4,3 Milliarden Euro im Jahr 2009 auf knapp 4,7 Milliarden Euro im Jahr 2010 gestiegen. Nach deutscher Quelle sind etwa 80 % der Maschinen und Ausrüstungen in Iran deutscher Herkunft.
Die deutschen Industrie- und Handelskammern schätzten, dass Wirtschaftssanktionen gegen Iran mehr als 10.000 deutsche Arbeitsplätze kosten und sich negativ auf das Wirtschaftswachstum Deutschlands auswirken können. Sanktionen würden vor allem mittelständische deutsche Unternehmen treffen, die stark vom Handel mit Iran abhängen. Es gab eine Verschiebung der deutschen Geschäftsbeziehungen mit Iran, von langfristigen bis kurzfristigen, und von großen bis mittelgroßen Unternehmen, die in den USA weniger geschäftliche Interessen haben und damit weniger anfällig für den amerikanischen politischen Druck sind. Rund 100 deutsche Unternehmen haben Niederlassungen in Iran, und über 1.000 Unternehmen arbeiten nach Vertriebsmitarbeitern nach Auskunft der deutsch-iranischen Industrie- und Handelskammer.